# Polsk filologi
Polsk filologi eller polonistik, är filologi som handlar om det polska språket, polsk litteratur och polsk kultur.
Den polska filologins historia börjar på 1500-talet. De förste forskare som forskade om det polska språket var Jan Mączyński och Piotr Stoiński (Statorius).